# Echtes Rotwangenhörnchen
Das Echte Rotwangenhörnchen (Dremomys rufigenis) ist eine Hörnchenart aus der Gattung der Rotwangenhörnchen (Dremomys). Es kommt vom Nordosten Südasiens und dem Süden der Volksrepublik China bis nach Malaysia vor.

## Merkmale
Das Echte Rotwangenhörnchen erreicht eine Kopf-Rumpf-Länge von etwa 17,0 bis 22,8 Zentimetern bei einem Gewicht von etwa 210 bis 355 Gramm. Der Schwanz ist zwischen 13 und 18 Zentimeter lang und damit etwas kürzer als der übrige Körper. Der Hinterfuß wird 44 bis 54 Millimeter lang, die Ohrlänge beträgt 23 bis 25 Millimeter. Die Tiere sind oberseits einfarbig graubraun bis agutifarben ohne rötliche Fleckung. Sie ähneln darin dem Rotkehlhörnchen (Dremomys gularis) und unterscheiden sich vom Chinesischen Rotwangenhörnchen (Dremomys pyrrhomerus) durch die fehlenden Flecken. Die Wangen und die Körperseiten sind rot gefärbt, die Bauchseite und der Schwanz sind leuchtend rot.

## Verbreitung
Das Echte Rotwangenhörnchen ist in einem vergleichsweise großen Gebiet vom Nordosten Südasiens und dem Süden der Volksrepublik China bis nach Südostasien verbreitet. Innerhalb von China lebt die Art in Yunnan und dem südwestlichen Guangxi, zudem wahrscheinlich in Hunan und Anhui. In Indien wurde die Art in den zwei Bundesstaaten Arunachal Pradesh und Nagaland je einmal dokumentiert. In Südostasien besiedelt die Art ein Areal, das von Myanmar über das westliche Thailand, Laos und Vietnam bis in das nördliche Malaysia reicht. Die Höhenverbreitung liegt im Bereich der unteren Bergregionen – meistens bei weniger als 1.500 Metern. Der Nachweis aus Nagaland stammt aus etwa 1.500 Metern Höhe.

## Lebensweise
Das Habitat des Echten Rotwangenhörnchens liegt in den subtropischen, immergrünen Berglaubwäldern, wo es sich vor allem in den dichten Gebüschen der unteren Vegetation aufhält. Zur Nahrungssuche steigt es jedoch auch in die höheren Bäume und häufig auf den Boden. Smith & Yan Xie 2009 beschreiben die Art als semi-terrestrisch.
Das Echte Rotwangenhörnchen ist tagaktiv und haust in Baumhöhlen in mittleren bis hohen Bereichen in dichten Eichen-, Bambus-, Tannen- und Kiefernbeständen. Dabei ist die Art anpassungsfähig und kommt auch in fragmentierten und degradierten Lebensräumen vor.

## Systematik
Das Echte Rotwangenhörnchen wird als eigenständige Art innerhalb der Gattung der Rotwangenhörnchen (Dremomys) eingeordnet, die aus sechs Arten besteht. Die wissenschaftliche Erstbeschreibung stammt von William Thomas Blanford aus dem Jahr 1878, der die Art anhand eines Individuums vom Mt. Mooleyit in der Tanintharyi-Division im heutigen Myanmar beschrieb. Das Chinesische Rotwangenhörnchen (Dremomys pyrrhomerus) wurde zeitweise dieser Art zugeordnet, gilt jedoch mittlerweile als eigene Art.
Innerhalb der Art werden mit der Nominatform fünf Unterarten unterschieden:
- Dremomys rufigenis rufigenis als Nominatform im südwestlichen Yunnan, dem zentralen Myanmar, Thailand, Laos und Vietnam. Die Tiere sind trüb olivgrau bis agutifarben und haben sandfarbene bis weiße Ohrbüschel.
- Dremomys rufigenis adamsoni im nordöstlichen Indien, dem nördlichen Myanmar und dem westlichen Yunnan. Verglichen mit der Nominatform sind die Tiere etwas dunkler mit rötlicherer Rückenfärbung und einem größeren und weißeren Fleck hinter den Ohren.
- Dremomys rufigenis belfieldi in Malaysia. Verglichen mit der Nominatform sind die Tiere blasser mit einer leichten Melierung des Rückenfells, rötlicheren Wangen und einem weißen Fleck hinter den Ohren.
- Dremomys rufigenis fuscus im südlichen Vietnam. Die Rückenfärbung ist dunkelbraun und sandfarben meliert, die Wangen sind kastanienbraun und die Hüften dunkel-kastanienbraun. Das Bauchfell ist cremeweiß, die Unterseite des Schwanzes dunkel-kastanienbraun.
- Dremomys rufigenis ornatus in Yunnan, Guangxi, Hunan und Anhui. Etwas größer als die Nominatform und heller gefärbt als D. r. belfieldi

Smith & Yan Xie 2009 grenzen zudem Dremomys rufigenis opimus im westlichen Yunnan als weitere Unterart ab.

## Status, Bedrohung und Schutz
Das Echte Rotwangenhörnchen wird von der International Union for Conservation of Nature and Natural Resources (IUCN) als nicht gefährdet (“least concern”) eingeordnet. Begründet wird dies mit dem vergleichsweise großen Verbreitungsgebiet und dem angenommenen häufigen Vorkommen der Art. Potenzielle Gefährdungsursachen für den Bestand dieser Art in Südostasien sind nicht bekannt. In Indien wird die Art wie andere Hörnchen gleicher Größe bejagt.

## Belege
1. 1 2 3 4 5  Robert S. Hoffmann, Andrew T. Smith: Asian Red-Cheeked Squirrel. In: Andrew T. Smith, Yan Xie: A Guide to the Mammals of China. Princeton University Press, Princeton NJ 2008, ISBN 978-0-691-09984-2, S. 187.
2. 1 2 3  Richard W. Thorington Jr., John L. Koprowski, Michael A. Steele: Squirrels of the World. Johns Hopkins University Press, Baltimore MD 2012; S. 157–158. ISBN 978-1-4214-0469-1
3. 1 2 3 4 5 6 7  Dremomys rufigenis in der Roten Liste gefährdeter Arten der IUCN 2014.2. Eingestellt von: J.W. Duckworth, D. Lunde, S. Molur, 2008. Abgerufen am 9. November 2014.
4. 1 2 3 4  Dremomys rufigenis In: Don E. Wilson, DeeAnn M. Reeder (Hrsg.): Mammal Species of the World. A taxonomic and geographic Reference. 2 Bände. 3. Auflage. Johns Hopkins University Press, Baltimore MD 2005, ISBN 0-8018-8221-4.